# Râul Isère
Isère este un râu în partea de sud-est a Franței. Este un afluent al fluviului Ron. Izvorăște din departamentul Savoie lânga localitatea Val-d'Isère dintr-un ghețar în Munții Alpi. Are o lungime de 286 km, un debit mediu de 333 m³/s și un bazin de colectare de 11.800 km². Se varsă în Ron în localitatea Pont-de-l'Isère, Drôme, la nord de Valence.